# San Martín Sacatepéquez
San Martín Sacatepéquez è un comune del Guatemala facente parte del dipartimento di Quetzaltenango.